# Verbascum gaillardotii
Verbascum gaillardotii är en flenörtsväxtart som beskrevs av Pierre Edmond Boissier. Verbascum gaillardotii ingår i släktet kungsljus, och familjen flenörtsväxter. Inga underarter finns listade i Catalogue of Life.